# Lophiola aurea
Lophiola es un género monotípico de plantas con flores perteneciente a la familia Nartheciaceae. Su única especie: Lophiola aurea Ker Gawl., Bot. Mag. 39: t. 1596 (1813), es originaria de Norteamérica desde Nueva Escocia hasta el este de Estados Unidos.

## Descripción
Es una especie con rizomas de color marrón blanquecino, estolonífera. Los tallos son erectos. Las hojas basales y caulinares son lineales. las inflorescencias con bráctea. Las flores con los tépalos con cresta adaxial de tricoma; 6 estambres, más cortos que los tépalos. El fruto es una cápsula globosa u ovoide. Las semillas son delgadas, alargadas, con diversas curvas, muchas por lóculo y testa reticulada.

## Etimología
El nombre del género proviene del griego lophia que significa crines o cresta, en referencia a la pubescencia en la parte adaxial de los tépalos.

## Sinonimia
- Argolasia tomentosa Raf., Autik. Bot.: 123 (1840), nom. superfl.
- Lophiola tomentosa (Raf.) Britton, Sterns & Poggenb., Prelim. Cat.: 53
- Conostylis americana Pursh, Fl. Amer. Sept. 1: 224 (1813).
- Helonias tomentosa Muhl. ex Schult. & Schult.f. in J.J.Roemer & J.A.Schultes, Syst. Veg. 7: 282 (1829).
- Lophiola americana (Pursh) A.Wood, Class-book Bot.: 697 (1861).
- Lophiola breviflora Gand., Bull. Soc. Bot. France 66: 290 (1919 publ. 1920).
- Lophiola floridana Gand., Bull. Soc. Bot. France 66: 290 (1919 publ. 1920).
- Lophiola septentrionalis Fernald, Rhodora 23: 243 (1922).[1]